# Pump Up the Valuum
Pump Up the Valuum é o oitavo álbum de estúdio da banda norte-americana NOFX, lançado a 13 de junho de 2000 pela Epitaph Records.

## Faixas
Todas as faixas por Fat Mike.
1. "And Now for Something Completely Similar" – 0:58
2. "Take Two Placebos and Call Me Lame" – 2:25
3. "What's the Matter with Parents Today?" – 1:58
4. "Dinosaurs Will Die" – 2:58
5. "Thank God It's Monday" – 1:39
6. "Clams Have Feelings Too (Actually They Don't)" – 2:32
7. "Louise" – 1:49
8. "Stranger Than Fishin'" – 1:05
9. "Pharmacist's Daughter" – 1:58
10. "Bottles to the Ground" – 2:20
11. "Total Bummer" – 2:13
12. "My Vagina" – 2:36
13. "Herojuana" – 2:46
14. "Theme from a NOFX Album" – 4:16

## Paradas
Álbum
| Ano  | Paradas                | Melhor posição |
| ---- | ---------------------- | -------------- |
| 2000 | Billboard 200          | 61             |
| 2001 | Top Independent Albums | 48             |

## Créditos
- Fat Mike - Vocal, baixo
- Eric Melvin - Guitarra, acordeão
- El Hefe - Guitarra
- Erik Sandin - Bateria
- Spike Slawson - Vocal adicional
- Bill Hansson - Acordeão